# Seznam krajinných památkových zón v Česku
Toto je seznam krajinných památkových zón v Česku.
V červnu 2024 se v Česku nacházelo 28 krajinných památkových zón.

## Seznam
| Název                                                        | Poblíž sídla                     | Okres               | Kraj            | Rejstříkové číslo | Rok vyhlášení |
| ------------------------------------------------------------ | -------------------------------- | ------------------- | --------------- | ----------------- | ------------- |
| Osovsko                                                      | Osov                             | Beroun              | Středočeský     | 2376 (Pk)         | 1996          |
| Žehušicko                                                    | Žehušice                         | Kutná Hora          | Středočeský     | 2377 (Pk)         | 1996          |
| Novohradsko                                                  | Nové Hrady                       | České Budějovice    | Jihočeský       | 2378 (Pk)         | 1996          |
| Římovsko                                                     | Římov                            | České Budějovice    | Jihočeský       | 2379 (Pk)         | 1996          |
| Čimelicko-Rakovicko                                          | Čimelice                         | Písek               | Jihočeský       | 2391 (Pk)         | 2002          |
| Orlicko                                                      | Orlík nad Vltavou                | Písek               | Jihočeský       | 2380 (Pk)         | 1996          |
| Pravětín – Skláře – Veselka                                  | Vimperk                          | Prachatice          | Jihočeský       | 2502 (Pk)         | 2024          |
| Libějovicko-Lomecko                                          | Libějovice                       | Strakonice          | Jihočeský       | 2381 (Pk)         | 1996          |
| Chudenicko                                                   | Chudenice                        | Klatovy             | Plzeňský        | 2383 (Pk)         | 1996          |
| Plasko                                                       | Plasy                            | Plzeň-sever         | Plzeňský        | 2384 (Pk)         | 1996          |
| Valečsko                                                     | Valeč                            | Karlovy Vary        | Karlovarský     | 2382 (Pk)         | 1996          |
| Kladská                                                      | Kladská                          | Cheb, Sokolov       | Karlovarský     | 2497 (Pk)         | 2020          |
| Bečovsko                                                     | Bečov nad Teplou                 | Karlovy Vary        | Karlovarský     | 2490 (Pk)         | 2014          |
| Hornická kulturní krajina Abertamy – Horní Blatná – Boží Dar | Abertamy, Horní Blatná, Boží Dar | Karlovy Vary        | Karlovarský     | 2484 (Pk)         | 2014          |
| Hornická kulturní krajina Jáchymov                           | Jáchymov                         | Karlovy Vary        | Karlovarský     | 2485 (Pk)         | 2014          |
| Hornická kulturní krajina Háj – Kovářská – Mědník            | Kovářská, Měděnec                | Chomutov            | Ústecký         | 2486 (Pk)         | 2014          |
| Hornická kulturní krajina Krupka                             | Krupka                           | Teplice             | Ústecký         | 2487 (Pk)         | 2014          |
| Území bojiště u Přestanova, Chlumce a Varvažova              | Přestanov, Chlumec, Varvažov     | Ústí nad Labem      | Ústecký         | 2387 (Pk)         | 1996          |
| Žatecká chmelařská krajina                                   | Stekník                          | Louny               | Ústecký         | 2498 (Pk)         | 2021          |
| Lembersko                                                    | Lvová                            | Liberec             | Liberecký       | 2385 (Pk)         | 1996          |
| Zahrádecko                                                   | Zahrádky                         | Česká Lípa          | Liberecký       | 2386 (Pk)         | 1996          |
| Území bojiště u Hradce Králové                               | Všestary                         | Hradec Králové      | Královéhradecký | 2388 (Pk)         | 1996          |
| Kladrubské Polabí                                            | Kladruby nad Labem               | Pardubice           | Pardubický      | 2491 (Pk)         | 2015          |
| Slatiňansko-Slavicko                                         | Slatiňany                        | Chrudim             | Pardubický      | 2389 (Pk)         | 1996          |
| Náměšťsko                                                    | Náměšť nad Oslavou               | Třebíč              | Vysočina        | 2390 (Pk)         | 1996          |
| Bojiště bitvy u Slavkova                                     | Slavkov u Brna                   | Brno-venkov, Vyškov | Jihomoravský    | 2112 (Pk)         | 1992          |
| Lednicko-valtický areál                                      | Lednice, Valtice                 | Břeclav             | Jihomoravský    | 2206 (Pk)         | 1992          |
| Vranovsko-Bítovsko                                           | Vranov nad Dyjí, Bítov           | Znojmo              | Jihomoravský    | 2392 (Pk)         | 2002          |